# Nāḩiyat ‘Ayn an Nasr
Nāḩiyat ‘Ayn an Nasr (arabiska: ناحية عين النسر) är ett subdistrikt i Syrien.   Det ligger i provinsen Homs, i den centrala delen av landet, 160 km norr om huvudstaden Damaskus.
Omgivningarna runt Nāḩiyat ‘Ayn an Nasr är i huvudsak ett öppet busklandskap. Runt Nāḩiyat ‘Ayn an Nasr är det glesbefolkat, med 14 invånare per kvadratkilometer.